# Hucisko Jawornickie
Hucisko Jawornickie est un village du sud-est de la Pologne dans la voïvodie des Basses-Carpates. Il fait partie de la gmina de Jawornik Polski (commune rurale) et du powiat de Przeworsk. La population du village s'élevait à 406 habitants en 2011.

## Géographie
|                 | Zagórze             | Łopuszka Wielka |
| Jawornik Polski | Hucisko Jawornickie | Widaczów        |
|                 | Drohobyczka         |                 |

Hucisko Jawornickie se situe à environ 5,5 km de Jawornik Polski, 21 km de Przeworsk la capitale du powiat et 30 km de Rzeszów la capitale régionale.